# 马皮亚环礁

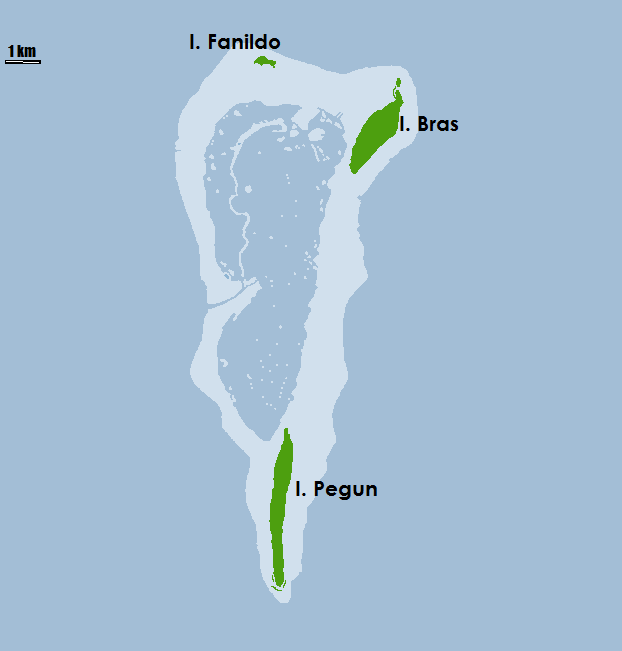
马皮亚环礁地图

马皮亚环礁，历史上曾被称为弗里威尔群岛、圣大卫岛，是位于太平洋的一个环礁，隶属于印度尼西亚巴布亚省，距离马诺夸里市约190公里，距离帕劳群岛约630公里。环礁由两座主要岛屿布拉斯岛和佩贡岛，较小的法尼尔多岛，以及两个小岛——小布拉斯岛和小法尼尔多岛组成。这些岛屿是巴布亚省苏皮奥里县西苏皮奥里区的一部分。根据2020年人口普查，该地区的人口为199。